# 유타카촌 (나가노현 미나미아이즈미군)
유타카촌(温村)은 나가노현 미나미아즈미군에 있던 촌이다. 현재의 아즈미노시에 해당한다.

## 역사
- 1889년 4월 1일 - 정촌제 시행에 의해 미나미아이즈군 유타카촌 단독으로 자치체를 형성하였다.
- 1954년 6월 1일 - 메이세이촌, 오구라촌과 합병해 미사토촌이 성립하여, 동일 유타카촌은 폐지되었다.

## 참고문헌
- 角川日本地名大辞典 20 長野県